# Podstudenec
Podstudenec – wieś w Słowenii, w gminie Kamnik. W 2018 roku liczyła 105 mieszkańców.